# Madame Q
Madame Q  est un film américain réalisé par Hal Roach, sorti en 1929.

## Fiche technique
- Titre : Madame Q
- Réalisation : Hal Roach
- Scénario : Leo McCarey
- Montage : Richard C. Currier
- Producteur : Hal Roach
- Société de production : Hal Roach Studios
- Société de distribution : Metro-Goldwyn-Mayer (MGM)
- Pays de production :  États-Unis
- Langue : Anglais
- Format : 1.37 : 1, 35mm, noir et blanc
- Durée : 20 minutes
- Date de sortie : 8 juin 1929

## Distribution
- Jocelyn Lee : Madame Q
- Edgar Kennedy
- Charley Rogers
- Eddie Dunn
- Ellinor Vanderveer
- Frank Alexander
- Gertrude Sutton